# بوني غيتار
بوني غيتار (بالإنجليزية: Bonnie Guitar)‏ هي كاتبة أغاني ومغنية أمريكية، ولدت في 23 مارس 1923 في سياتل في الولايات المتحدة، وتوفيت في 12 يناير 2019.

## وصلات خارجية
- الموقع الرسمي
- بوني غيتار على موقع IMDb (الإنجليزية)
- بوني غيتار على موقع ميوزك برينز (الإنجليزية)
- بوني غيتار على موقع ديسكوغز (الإنجليزية)